# Pavel Ješín z Bezdězce
Pavel Ješín z Bezdězce, někdy také nazývaný Pavel Ješín z Bezdězí (latinsky Gessinius, Geschinius) (zemřel v exilu po 1632) byl šlechtický vychovatel, humanista a vydavatel Dalimilovy kroniky.

## Život
Jako famulus Petra Milnera z Milhauzu studoval na gymnáziu ve Zhořelci (1603), 1606 pak na akademii v Herbornu (1606) a od sv. Jiří roku 1607 na pražské utrakvistické univerzitě. Od sv. Havla 1607 do srpna 1608 byl správcem školy ve Slaném. V srpnu 1608 se díky rektorovi Bacháčkovi stal preceptorem synů místopísaře Bohuslava z Michalovic na Rvenicích, tedy snad nejen Jana Smila z Michalovic, se kterým pak navštívil řadu vzdělávacích institucí v zahraničí. Oba se postupně v letech 1608–1610 zapsali v Greifswaldu, Frankfurtu nad Odrou, Lipsku, Vittenberku, Roztokách, Helmstedtu, Marburku, Giessenu a v Heidelberku. Ještě 1611 byl vychovatelem Jana Smila z Michalovic.
V letech 1617–1619 byl písařem Nového Města pražského. Zejména v diplomatických službách českých stavů se aktivně zúčastnil stavovského povstání. V roce 1620 byl též sekretářem Jiřího z Hohenlohe a radou apelačního soudu. Fridrich Falcký jej v témže roce nobilitoval. V nepřítomnosti byl 1621 odsouzen k smrti a byl mu konfiskován majetek. Spolu s Fridrichem Falckým se téhož roku odebral do exilu v nizozemském Haagu. V tu dobu zároveň přijal místo preceptora Albrechta, Jana Bohuslava a Zikmunda Vosterských Kaplířů ze Sulevic (později ještě Zdeňka Kašpara Kaplíře ze Sulevic), s nimiž pak pobýval ve Franekeru. Jejich vychovatelem byl až do roku 1624.
Pavel Ješín pořídil roku 1617 vydání zákoníku Maiestas Carolina císaře Karla IV. a 1620 edici Dalimilovy kroniky. Napsal také několik latinských spisů.